# Georges Lhespitaou
Pas d'image ? Cliquez ici

a Compétitions nationales et continentales officielles uniquement.

Georges Lhespitaou, né le 31 mai 1908 à Soustons et mort le 4 mars 1982 à Jonzac, est un joueur de rugby à XV et de rugby à XIII évoluant au poste de demi d'ouverture ou d'arrière dans les années 1920 et 1930.

## Biographie
Natif de Soustons, il s'y forme au club de l'AS Soustons au rugby à XV avec succès. Il rejoint en 1932 l'Aviron bayonnais remportant le Championnat de France en 1934 avec René Arotça.
Il franchit ensuite le rubicon dans l'été 1934 lors de l'arrivée du rugby à XIII en France en s'engageant à Villeneuve-sur-Lot remportant le Championnat de France en 1935 et la Coupe de France en 1937 aux côtés de Jean Galia, Marius Guiral, Jean Daffis ainsi que d'Étienne Cougnenc, Pierre Brinsolles, Henri Durand et Maurice Brunetaud. Il rejoint enfin Saintes XIII en 1938 pour une ultime saison avant l'entrée de la France dans la guerre et l'interdiction du rugby à XIII en France.

## Palmarès

### Rugby à XV
- Vainqueur du Championnat de France en 1934 avec l'Aviron bayonnais.

### Rugby à XIII
- Vainqueur du Championnat de France en 1935 avec le SA Villeneuve.
- Vainqueur de la Coupe de France en 1937 avec le SA Villeneuve.
- Finaliste de la Coupe de France en 1936 et 1938 avec le SA Villeneuve..

#### Détails en club
| Saison    | Saison        | Championnat                   | Championnat | Coupe           | Coupe      |
| Saison    | Saison        | Comp.                         | Class.      | Comp.           | Class.     |
| --------- | ------------- | ----------------------------- | ----------- | --------------- | ---------- |
| 1934-1935 | SA Villeneuve | Championnat de France         | Champion    | Coupe de France | 1/2 finale |
| 1935-1936 | SA Villeneuve | Championnat de France         | 1/4 finale  | Coupe de France | Finaliste  |
| 1936-1937 | SA Villeneuve | Championnat de France         | 7e          | Coupe de France | Vainqueur  |
| 1937-1938 | SA Villeneuve | Championnat de France         | Finaliste   | Coupe de France | Finaliste  |
| 1938-1939 | Saintes XIII  | Championnat de France 2e div. | Finaliste   | Coupe de France |            |